# Bébé nègre
Pour plus de détails, voir Fiche technique et Distribution.
Bébé nègre est un film muet français réalisé par Louis Feuillade sorti en 1911.

## Fiche technique
- Réalisation et scénario : Louis Feuillade
- Société de production : Société des Établissements L. Gaumont
- Pays : France
- Format : Muet - Noir et blanc - 1,33:1 - 35 mm
- Métrage : 130 m
- Genre :   Comédie
- Durée : inconnue
- Date de sortie : 
  - France : janvier 1911

## Distribution
- René Dary : Bébé (comme Clément Mary)
- Renée Carl : la mère